# 生野文治
生野 文治（しょうの ぶんじ、1950年〈昭和25年〉2月9日 - ）は、日本の男性ナレーター。
大分県出身。
福岡県在住。

## 来歴・人物
1972年 早稲田大学第一文学部卒業後、RKB毎日放送にアナウンサーとして入社。主にラジオ番組を中心に活躍した。同局のディレクターだった木村栄文のドキュメンタリー作品のナレーションを多く担当した。1978年、第3回アノンシスト賞グランダプレミオを受賞。
1985年3月、RKB毎日放送を退職、フリーとなり活動拠点を東京に移し、東京俳優生活協同組合に所属。
1994年、独立してオフィス・キューを設立、1997年、個人事務所を閉鎖し青二プロダクションに所属。2004年1月、アトゥプロダクションの設立に参加。
槇大輔や窪田等と並び、硬軟取り混ぜた独特の口調のナレーションで日本中の茶の間の人気を博す。 
長年、小林製薬のCMナレーションを務めている。
2007年、活動拠点を福岡に移す。

## 出演番組
現在
- 土曜スペシャル（テレビ東京系）
- 日曜ビッグバラエティ（テレビ東京系）
- これが世界のスーパードクター（TBS系、特番）
- 激撮！密着警察24時!（TBS系、特番）
- 池上彰スペシャル（フジテレビ系、特番）「緊急スペシャル」・「○○がわかればニュースのナゾが解ける!」シリーズ
- 路線バスで寄り道の旅（テレビ朝日系）
- 追跡！愛知県警事件ファイル（東海テレビ）
- ちょっと福岡行ってきました!（TVQ九州放送）

過去
- 知ってるつもり?!（日本テレビ系）
- スーパーテレビ情報最前線（日本テレビ系）
- 情報ライブ EZ!TV（フジテレビ系）
- 地球発19時（毎日放送・TBS系）
- サンデー・フロントライン（テレビ朝日系　特集フロントライン）
- ニュースステーション（テレビ朝日系）
- にっぽん歌謡 50全史（TBS系）
- 皇室特番（TBS系）
- ニュースの森（TBS系）
- なんてったって好奇心（フジテレビ系）
- 驚きももの木20世紀（ABC・テレビ朝日系）
- のりもの王国ブーブーカンカン（テレビ東京系）
- スーパーフライデー（TBS系・不定期）
- ブロードキャスター（TBS系）
- スーパーサタデー（東海テレビ）
- 森といのちの響き〜お伊勢さんとモアイの島〜（東海テレビ制作、フジテレビ系）
- サンデープロジェクト（テレビ朝日系）
- ためしてガッテン（NHK総合テレビ）
- ガッテンお盆臨時営業中「マニアに学ぶ　ビールをおいしく飲む法」（NHK総合テレビ）
- ステップ&ジャンプ（NHK教育テレビ）
- 上田晋也のサタデージャーナル（TBS）
- スタイルプラス（東海テレビ）

## その他
- テレビ朝日アスク ナレーター養成講座特別指導
- JAL名人会（日本航空機内サービスの落語番組、ナビゲーター）
- ディスカバリーチャンネルDVD　エア・ジョーズ　ホオジロザメ飛空地帯（ナレーション）

## RKB毎日放送アナウンサー時代
- 午後だ!ラジオだ!歌謡曲
- RKBニュースデスク